# Leiderdorp
Leiderdorp (pronunciación neerlandesa: lɛi̯dərˈdɔrp) es una ciudad y municipio en el oeste de los Países Bajos, en la provincia de Holanda Meridional, cercana a la ciudad de Leiden. En 2014 contaba con una población de 26.786 habitantes.
El municipio tiene un área de 12.28 km² (4.74 sq mi), de los cuales, 0.73 km² (0.28 sq mi) son agua. Leiderdorp se ha convertido en una ciudad dormitorio de la ciudad de Leiden, aunque los ríos Rin y Zijl separen las dos ciudades.
El tren de alta velocidad HSL-Zuid pasa por Leiderdorp a través de un túnel en su línea entre Ámsterdam y Bruselas.
Es una de las ciudades más antiguas de Holanda Meridional y fue una base del ejército español durante la Guerra de los Ochenta Años.
Leiderdorp está hermanada con Šamorín, en Eslovaquia.

## Residentes notables
- Armin van Buuren, nacido el 25 de diciembre de 1976, vivió en Leiderdorp. Productor musical y DJ.
- Carice van Houten, nacida el 5 de septiembre de 1976, vivió en Leiderdorp. Actriz.
- Thomas Erdbrink, nacido el 27 de enero de 1976, vivió en Leiderdorp. Reportero de The New York Times.
- Dennis Leeflang, nacido el 22 de mayo de 1979, nacido en Leiderdorp. Batería y productor musical.
- Daphne Groeneveld, nacida el 24 de diciembre de 1994, nacida en Leiderdorp. Modelo.
- Regina Bruins, nacida el 7 de octubre de 1986, vive en Leiderdorp. Ciclista profesional.
- Thomas Azier, nacido el 14 de agosto de 1987, nacido en Leiderdorp. Músico y cantante.
- Matthijs de Ligt, nacido el 12 de agosto de 1999 en Leiderdorp. Futbolista de la Juventus de Turín e internacional con la Selección Neerlandesa de Fútbol.
- Noussair Mazraoui, nacido el 14 de noviembre de 1997 en Leiderdorp. Futbolista del FC Bayern Munich e internacional con la Selección Marroquí de Fútbol.

## Galería

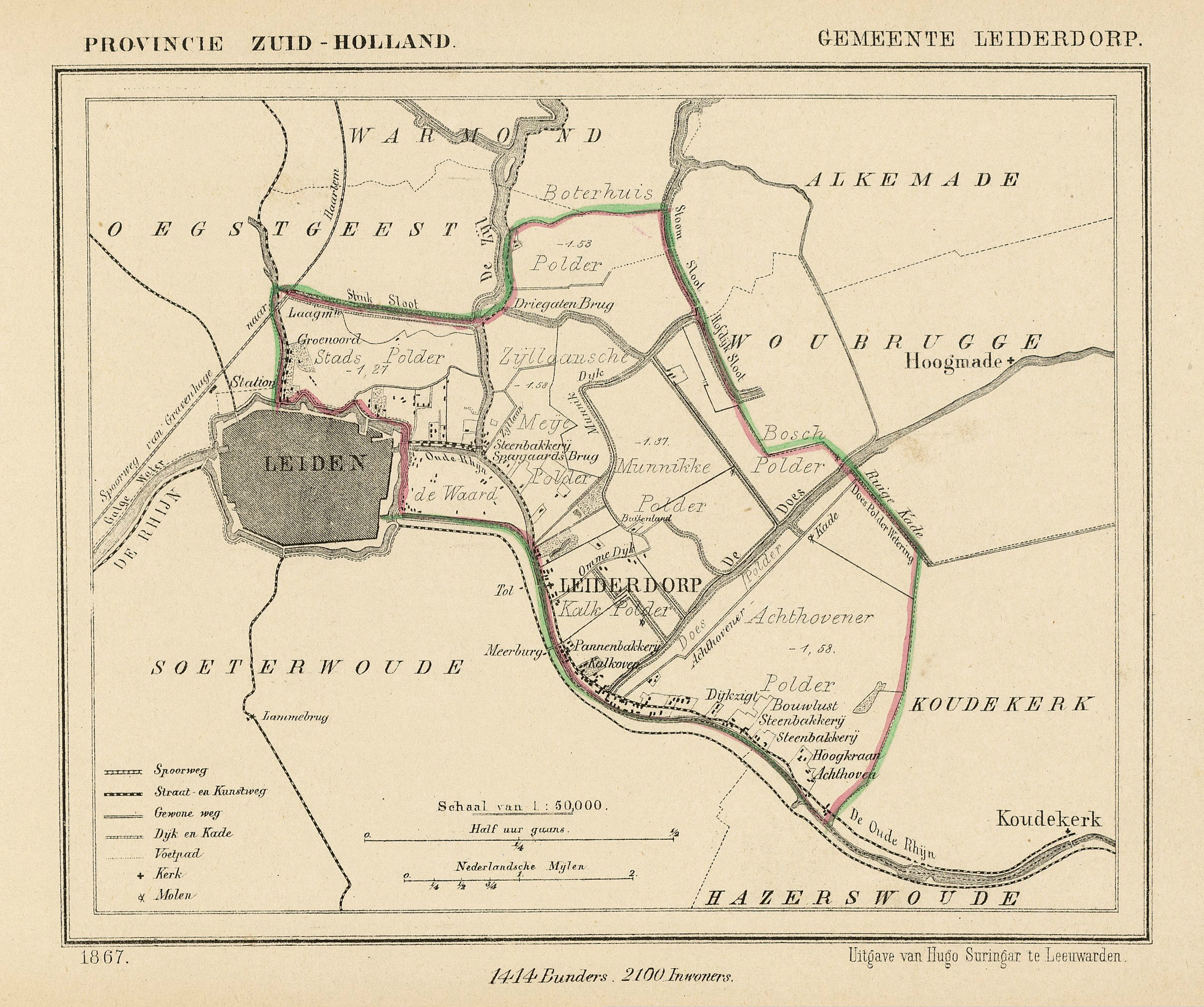
Leiderdorp, mapa de 1867.
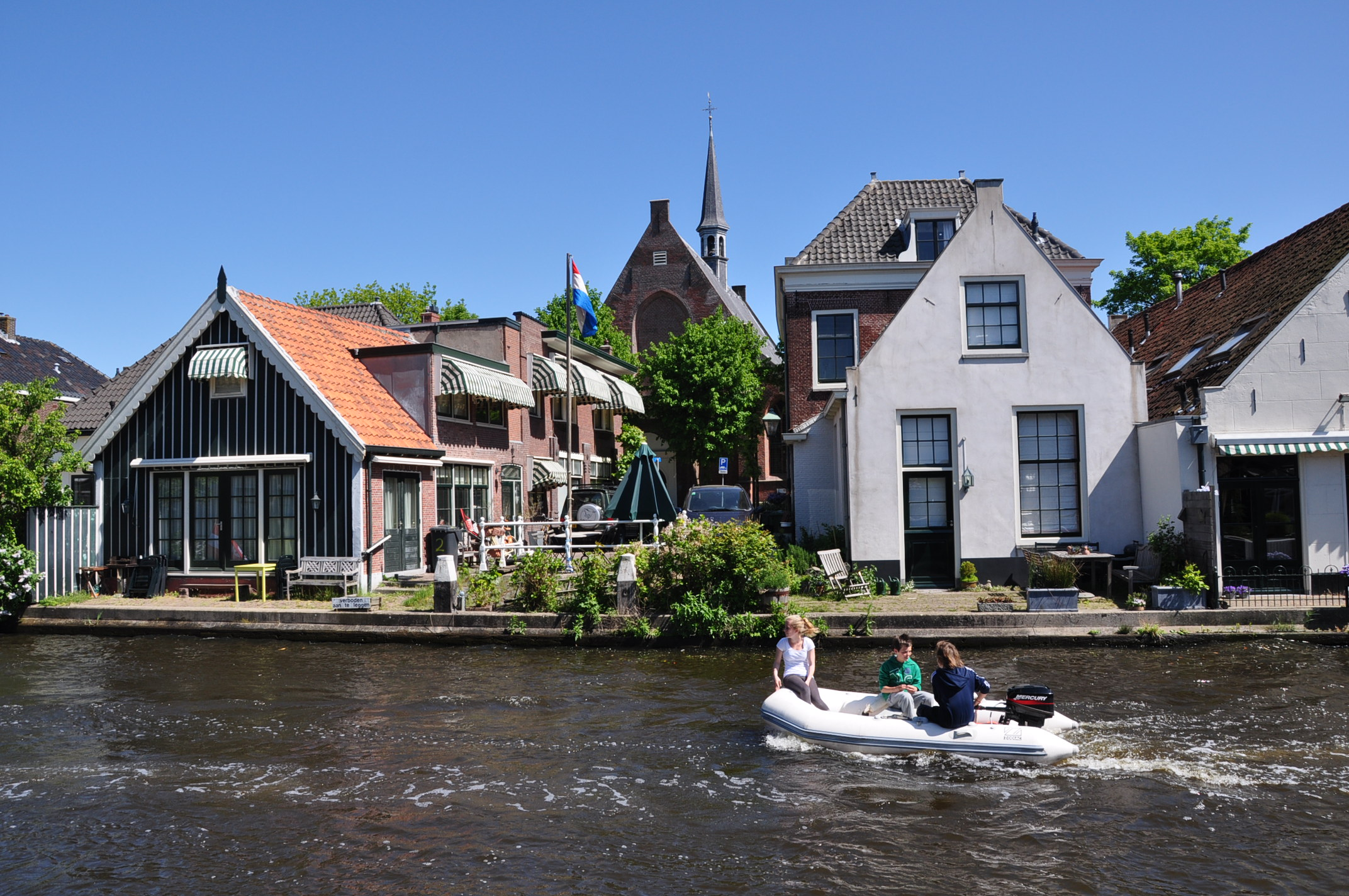
Centro de la ciudad visto desde el Viejo Rin.
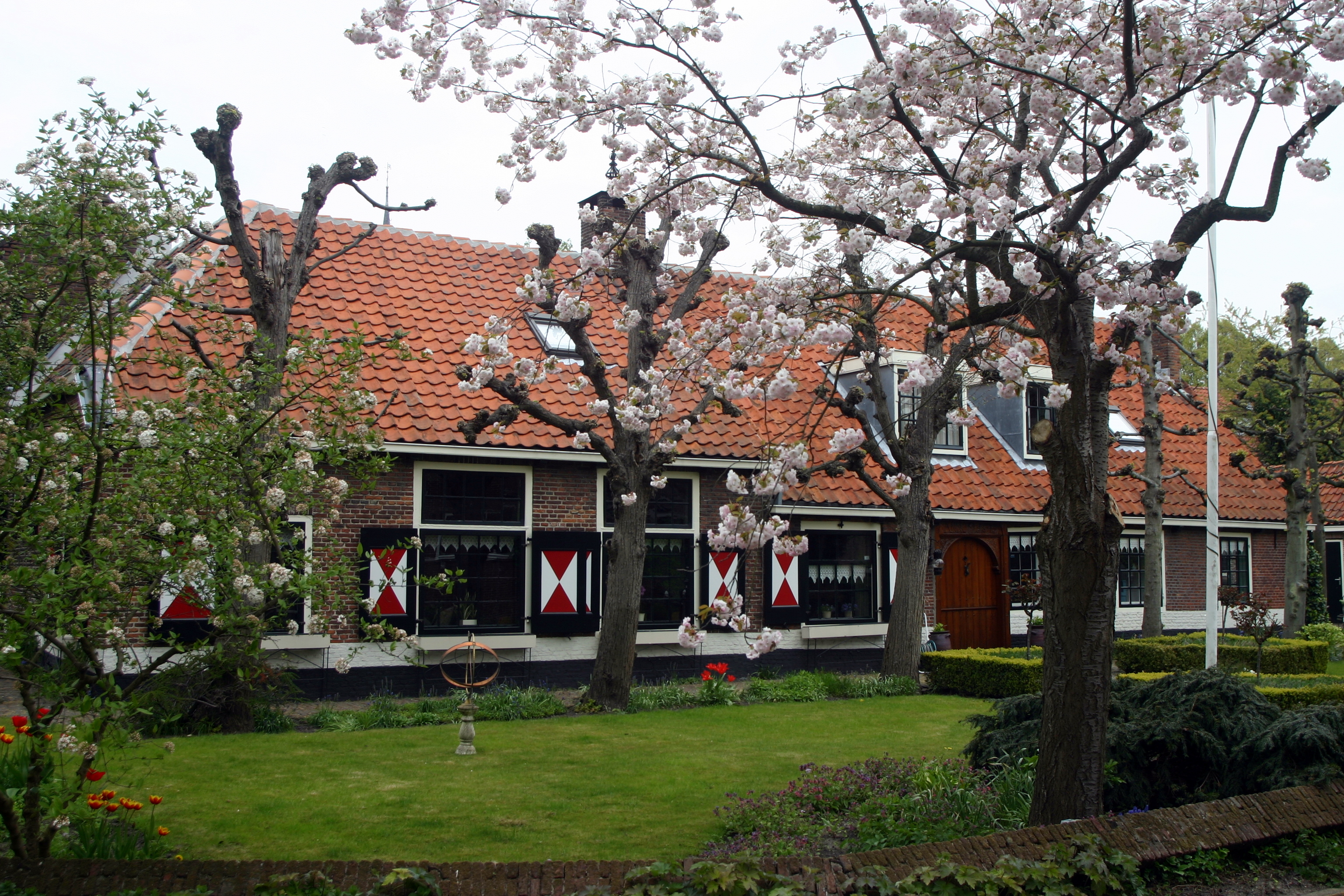
Granja en primavera
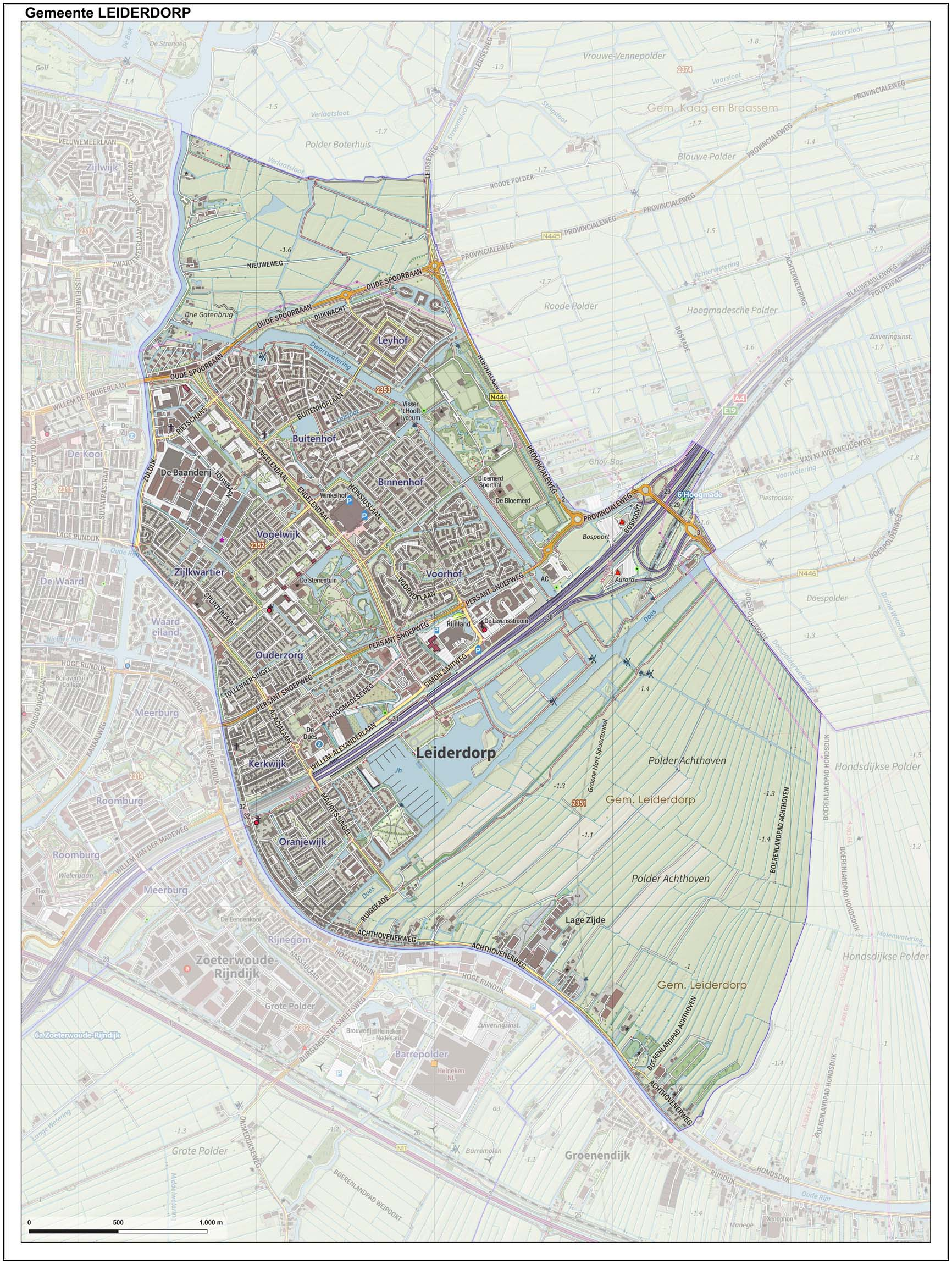
Mapa del municipio de Leiderdorp, junio 2015.